# 6031 Ryokan
A 6031 Ryokan (ideiglenes jelöléssel 1982 BQ4) a Naprendszer kisbolygóövében található aszteroida. Hiroki Kosai,  Kiichiro Hurukawa fedezte fel 1982. január 26-án.